# Hala Olivia
 (avril 2023).
Si vous disposez d'ouvrages ou d'articles de référence ou si vous connaissez des sites web de qualité traitant du thème abordé ici, merci de compléter l'article en donnant les références utiles à sa vérifiabilité et en les liant à la section « Notes et références ».
Hala Olivia est une salle omnisports située à Gdańsk en Pologne.

## Événements
- Championnat d'Europe de basket-ball 2009